# توربن هوفمان
توربن هوفمان (بالألمانية: Torben Hoffmann)‏ (27 أكتوبر 1974 في ألمانيا - ) هو صحفي ولاعب كرة قدم ألماني في مركز الدفاع. شارك مع منتخب ألمانيا ب لكرة القدم ‏ وGermany national football Α2 team ‏. أما مع النوادي، فقد لعب مع آينتراخت فرانكفورت وباير 04 ليفركوزن وميونخ 1860 ونادي أونترهاخينغ ونادي فرايبورغ وهولشتاين كيل ونادي لوبيك ‏.

## وصلات خارجية
- توربن هوفمان على موقع قاعدة بيانات كرة القدم.إي يو (الإنجليزية)
- توربن هوفمان على موقع بيانات كرة القدم. دي إي (الألمانية)
- توربن هوفمان على موقع عالم كرة القدم.نت (الإنجليزية)